# Вила Челиера
Вѝла Челиѐра (на италиански: Villa Celiera) е село и община в Южна Италия, провинция Пескара, регион Абруцо. Разположено е на 714 m надморска височина. Населението на общината е 732 души (към 2010 г.).